# Вязовка (Запорожская область)
Вязовка (укр. В’язівка, до 2016 г. — Куйбышево) — село,
Чорноземненский сельский совет,
Акимовский район,
Запорожская область,
Украина.
Код КОАТУУ — 2320387003. Население по переписи 2001 года составляло 42 человека.

## Географическое положение
Село Вязовка находится на правом берегу реки Большой Утлюк, выше по течению на расстоянии в 2,5 км расположено село Петровка, ниже по течению на расстоянии в 6 км расположено село Анновка.
Через село проходит автомобильная дорога М-14 (E 58).

## История
Село было основано в 1862 и первоначально носило название Екатериновка.
Позже было переименовано в Вязовку, а в советские годы — в Куйбышево (в честь советского государственного и партийного деятеля Валериана Куйбышева). Но старое название Вязовка продолжало широко использоваться местными жителями.
В 2015 году, после принятия на Украине закона о декоммунизации, на собрании жителей села единогласно было решено вернуть селу название Вязовка.
4 февраля 2016 года Верховная Рада переименовала село Куйбышево в село Вязовка.
По состоянию на 2015 год в селе проживают 19 человек.